# St. Peter und Paul (Winklsaß)

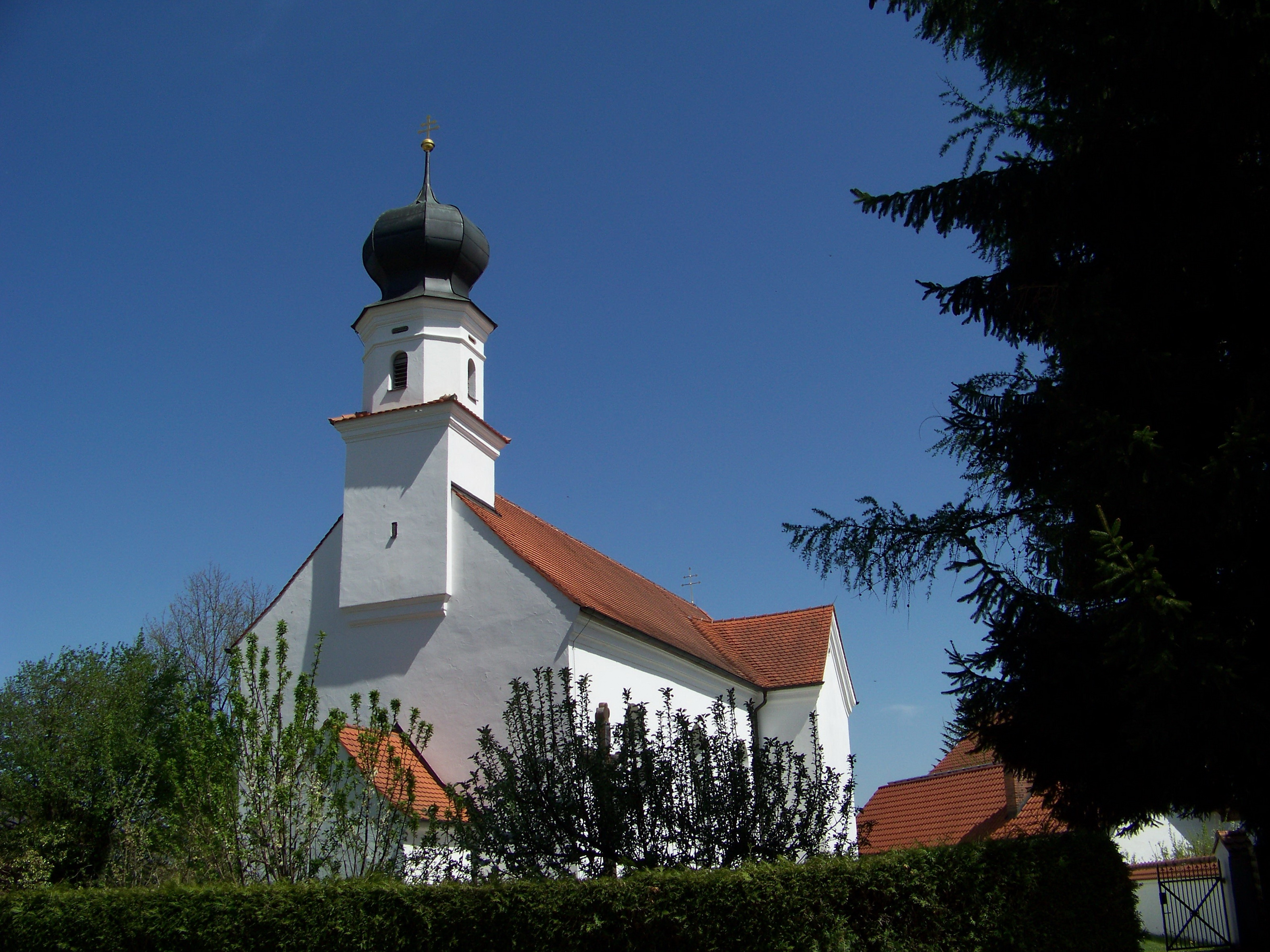
Außenansicht der Filialkirche St. Peter und Paul von Südwesten

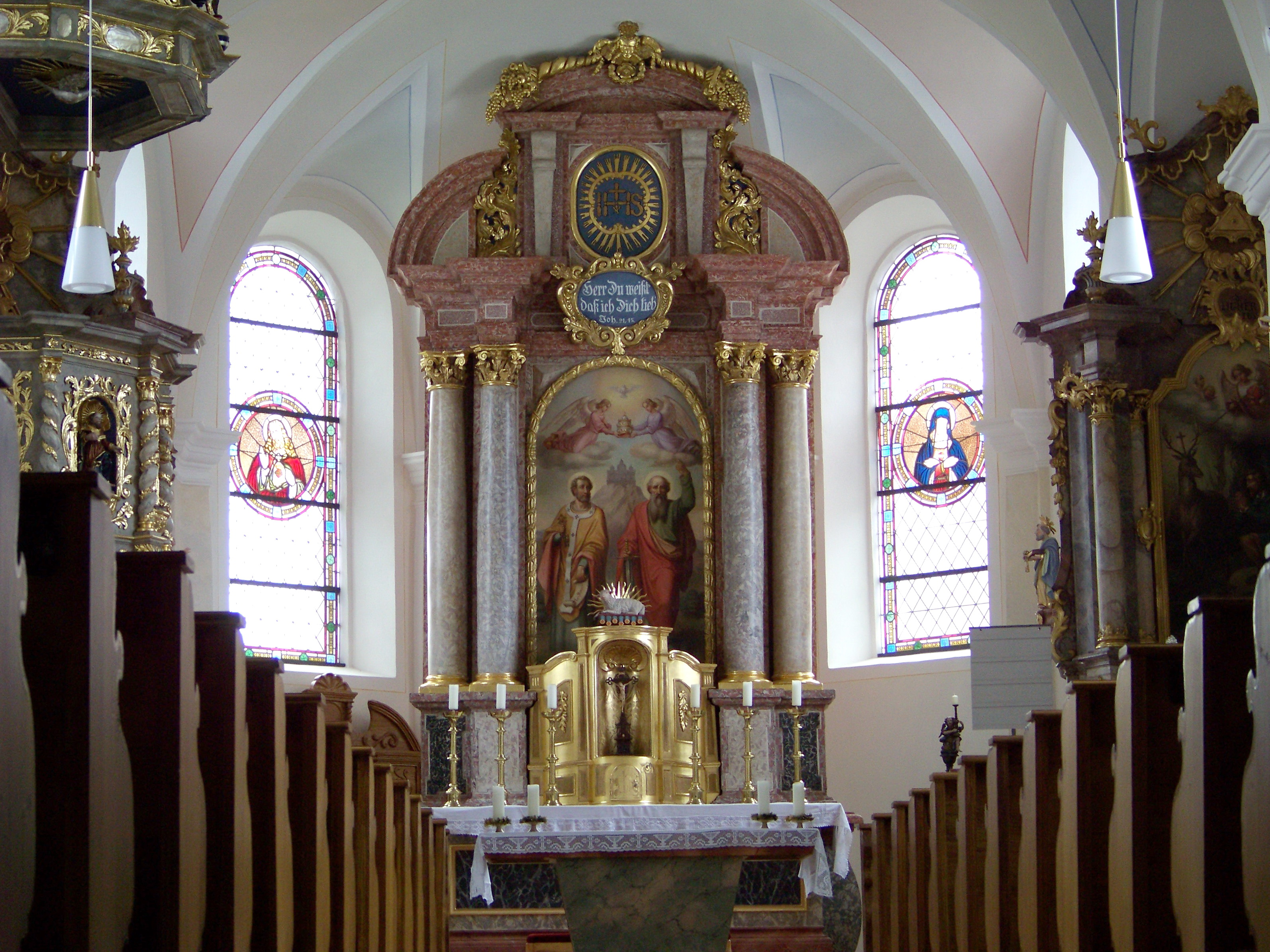
Innenraum

Die römisch-katholische Filialkirche St. Peter und Paul in Winklsaß, einem Gemeindeteil von Neufahrn in Niederbayern, ist eine kleine, barocke Saalkirche mit kreuzförmigem Grundriss, die 1701 erbaut wurde.
Das Gotteshaus mit dem Patrozinium der „Apostelfürsten“ Petrus und Paulus (Gedenktag: 29. Juni) ist als Baudenkmal mit der Nummer D-2-74-153-20 beim Bayerischen Landesamt für Denkmalpflege eingetragen. Kirchlich gesehen ist Winklsaß Teil der Pfarrei St. Laurentius in Asenkofen, die wiederum von der Pfarreiengemeinschaft Neufahrn seelsorgerisch betreut wird.

## Architektur

### Außenbau
Der nach Osten ausgerichtete, weitgehend ungegliederte Satteldachbau umfasst einen nicht eingezogenen Chor mit dreiseitigem Schluss sowie ein Langhaus mit vier Fensterachsen. An die östliche Langhausachse schließen sich zwei nach Norden und Süden zeigende, querhausartige Arme mit niedrigeren Satteldächern an. Die Fensteröffnungen sind rundbogig. An den Querhausarmen und im Chorschluss befinden sich keine Fenster.
An die Westfassade ist ein kleines Vorzeichen mit Satteldach angebaut. Darin befindet sich eine Figur des heiligen Bruders Konrad. Dem Westgiebel ist ein leicht ausspringender, quadratischer Turm aufgesetzt, der über dem Dachfirst mittels Gesims in einen achteckigen Oberbau übergeht. Den oberen Abschluss bildet eine Zwiebelkuppel.

### Innenraum
Chor und Langhaus werden von einem Tonnengewölbe mit Stichkappen überspannt.

## Ausstattung

### Orgel
Die Orgel von St. Peter und Paul wurde 1866 von Ludwig Edenhofer aus Regen geschaffen. Das mechanische Schleifladeninstrument umfasst sieben Register auf einem Manual und Pedal. Die Disposition lautet wie folgt:
| I Hauptwerk C–g3 |              |     |
| 1.               | Principal    | 8′  |
| 2.               | Gedekt       | 8′  |
| 3.               | Salicional 0 | 8′  |
| 4.               | Oktav        | 4′  |
| 5.               | Flöte        | 4′  |
| 6.               | Mixtur       | 2f. |

| Pedal C–a° |          |     |
| 7.         | Subbaß 0 | 16′ |

- Spielhilfe: keine Spielhilfen, Pedal fest angehängt